# Adriaen Block

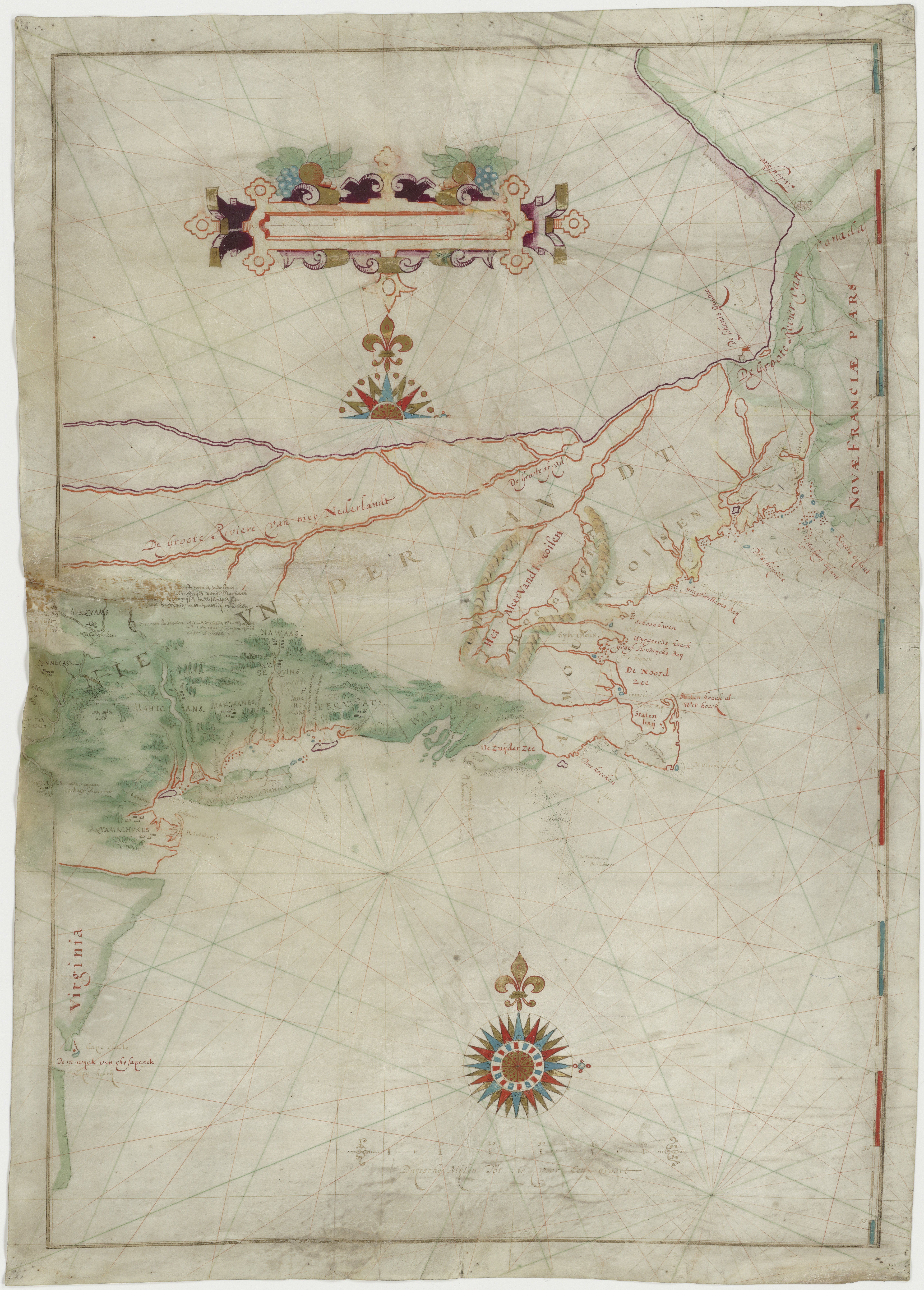
Karte von Blocks Seereise von 1614, die zum ersten Mal Long Island als Insel darstellt.

Adriaen Block (* 1567; † 1627) war ein niederländischer Pelzhändler und Seefahrer, der die Küstengebiete und Flusstäler zwischen dem heutigen New Jersey und Massachusetts auf vier Reisen erkundete, die er in den Jahren von 1611 bis 1614 unternahm. Er folgte dabei der Route der Expedition von Henry Hudson. Er ist bekannt dafür, schon früh Handelskontakte mit den Indianern aufgenommen zu haben. Außerdem sind in der Karte, die er auf Grundlage seiner vierten Reise anfertigte, viele Details der mittelatlantischen Region zum ersten Mal abgebildet, ebenso wie die Bezeichnung Nieuw Nederland. Weiter gilt er als der erste Europäer, der den Long-Island-Sund sowie den Connecticut-Fluss bereiste sowie feststellte, dass Manhattan und Long Island Inseln sind.

## Blocks Expeditionen

### Frühe Seereisen (1611–1612)
Auf Hudsons ersten Kontakt mit den Indianern im Hudson-Tal 1609 hin entschieden niederländische Händler in Amsterdam, dass die Gegend es wert sei, erkundet zu werden. Sie nahmen an, die Gegend könne eine mögliche Quelle für den Handel mit Biberpelzen sein. Dies war zu jener Zeit ein lukratives Geschäft in Europa.
Im folgenden Jahr 1610 ging ein Schiff aus Monnikendam unter Kapitän Symen Lambertsz Mau auf dem Hudson-Fluss verloren. Wiederum ein Jahr später beauftragte eine Gruppe Händler Block und einen weiteren Kapitän namens Hendrick Christiaensen damit, in die Gegend zurückzukehren, die Hudson erkundet hatte. Von dieser Reise brachten sie Pelze und zwei Söhne eines Häuptlings zurück nach Europa. Die Aussicht auf erfolgreichen Handel veranlasste die Generalstaaten, das Parlament der niederländischen Republik, eine Erklärung abzugeben, der zufolge jeder Entdecker neuer Länder, Häfen und Überfahrten eine exklusive Lizenz für vier Seereisen erhielt, die er innerhalb der folgenden drei Jahre in die neuentdeckten Gebiete unternehmen konnte. Diese Lizenz war an die Bedingung geknüpft, dass der Antragsteller innerhalb von vierzehn Tagen nach seiner Rückkehr einen detaillierten Bericht ablieferte.

### Expedition von 1614
Im Jahr 1613 unternahm er seine vierte Reise im Unterlauf des Hudson auf dem Schiff Tyger. Dabei wurde er von einigen weiteren Schiffen begleitet, die Handelswaren an Bord hatten. Während die Tyger im südlichen Manhattan vor Anker lag, wurde sie infolge eines Unfalls durch ein Feuer zerstört. Im Verlauf des Winters bauten er und seine Mannschaft mit Hilfe von Indianern aus dem Stamm der Lenni Lenape ein 42 Fuß langes Schiff von sechzehn Tonnen Gewicht, die Onrust. Dies bedeutet Aufruhr oder Ruhelosigkeit.
Mit diesem Schiff erkundete er den East River und wurde zum ersten bekannten Europäer, der den Hellegat (heute: Hell Gate) befuhr und in den Long-Island-Sund vordrang. Bei seiner Reise entlang des Long-Island-Sunds fuhr er den Housatonic River hinauf. Er benannte ihn Fluss der roten Hügel. Ebenfalls fuhr er den Connecticut River hinauf und gelangte mindestens bis auf die Höhe des heutigen Hartford, 60 Meilen flussaufwärts. Den Long-Island-Sund hinter sich lassend kartographierte er Block Island, welche nach ihm benannt ist, sowie die Bucht von Narragansett. Dort benannte er möglicherweise eine Insel als „Roode Eylandt“, die heute anglisiert als Rhode Island bekannt ist. Der Name könnte sich aus der roten Farbe des Bodens ableiten, da roode niederländisch für rot ist. Bei Cape Cod schließlich traf sich mit einem der anderen Expeditionsschiffe und kehrte mit diesem unter Zurücklassung der Onrust nach Europa zurück.

### Compagnie van Nieuwnederlant (Neuniederland-Kompanie)
Nach seiner Rückkehr stellte Block eine Karte seiner Seereise zusammen mit allen ihm zu dieser Zeit bekannten Informationen. Diese Karte Blocks war die erste, die die Gegend zwischen dem englischen Virginia und dem französischen Kanada als „Nieuw Nederland“ bezeichnete. Auch war es die erste, die Long Island als Insel darstellte.
Am 27. März 1614 brachten Block, Christiaensen und eine Gruppe von zwölf Kaufleuten bei den Generalstaaten einen Antrag vor, um exklusive Handelsrechte für die erkundete Gegend zu erhalten. Die von ihren gebildete Gesellschaft mit dem Namen Compagnie van Nieuwnederlant (Neuniederland-Kompanie) wurden exklusive Rechte auf drei Jahre für den Handel zwischen dem 40. und 45. Breitengrad eingeräumt. 1627 starb Block und wurde in der Oude Kerk in Amsterdam beerdigt.